# 亚洲妇女基金会
亚洲妇女基金会（アジア女性基金），全名有關女性的亞洲和平國民基金（女性のためのアジア平和国民基金），英文名稱為Asian Women's Fund，是日本曾經存在的一個基金會，于1995年7月由当时日本首相村山富市倡议成立，通过民间募款和政府资助的形式，向在第二次世界大战中日军占领地区的慰安妇支付赔偿金。该基金会之簡稱，最初為「國民基金」（国民基金），後改為「亚洲妇女基金会」（アジア女性基金）；该基金会支付的赔偿金，最初稱為「慰撫金」（見舞金），後改稱為「賠償金」（償い金）。

## 歷史
1995年6月9日，日本眾議院表決通過〈重申記取歷史教訓致力和平決議文〉（歴史を教訓に平和への決意を新たにする決議）。1995年6月14日，內閣官房長官五十嵐廣三宣布將設立亚洲妇女基金会。
1995年7月，亚洲妇女基金会成立。1995年12月，该基金会取得法人設立許可，性質為財團法人，主管機關為總理府與外務省。1997年1月，该基金会開始發給韓國慰安婦慰撫金。1997年5月2日，该基金会開始在台灣受理慰安婦申請慰撫金，擬向每人支付慰撫金200萬日元（約合新臺幣五十萬元）。2001年1月，由於中央省廳再編，總理府改組為內閣府，外務省專任该基金会的主管機關。但在该基金会的赔偿计划公布后，由于赔偿金是源於日本國民捐獻而非源於日本國庫，因此遭到部份慰安妇强烈抗议，也遭到韩国、中国大陆、台湾等地舆论与政府猛烈抨击，称这是日本政府回避国家赔偿的措施，目的是让日本摆脱国家赔偿问题。不少慰安妇拒绝领取赔偿金。
由於馬來西亞政府與新加坡政府在1960年代中期就與日本政府達成第二次世界大戰的戰爭賠款協議，馬來西亞與新加坡不在亞洲婦女基金會賠款範圍內。
2002年2月20日，亞洲婦女基金會一位人員表示，該基金會將自本年5月起終止補償亞洲慰安婦的計畫，「5月以後，我們將繼續進行我們對亞洲婦女的輔導計畫；我們亦將更注重婦女目前所面臨的問題，如家庭暴力」。
亚洲妇女基金会于2002年5月停止运作、2007年3月31日解散。2014年2月27日，亚洲妇女基金会支付补偿金的具体人数首次曝光：曾任亚洲妇女基金会专务理事的东京大学名誉教授和田春树透露，亚洲妇女基金会總共向60名韩国慰安妇支付补偿金每人200万日元，领取补偿金者仅占韩国政府认定的慰安妇人数约3成（2002年，韩国政府认定的慰安妇人数是207人）；和田春树說，该基金会向“韩国、台湾、菲律宾总共285人”提供了补偿金，而为了保护韩国慰安妇免受外界压力，该基金会一直没有公布具体的领取人数。

## 赔偿事业
- 来自海内外的大约6亿日元的募捐来建立基金，并投入日本国家财政资金开展了支援事业。
- 赔偿事业由三个部分构成：（1）来源为募捐的赔偿金（向总额5亿7000万日元），（2）来源为国家财政资金的医疗、社会福利支援事业（总额大约5亿1000万日元），（3）日本首相的道歉信[6]。
  - 在菲律宾、韩国、台湾，向285位原慰安妇实施赔偿事业。
  - 在荷兰实施了（2）、（3），79位原慰安妇收到道歉信。
    - 上述事业均在2002年9月前完成。

  - 在印度尼西亚，通过和印尼政府的协议，以日本国家财政预算实施以原慰安妇为对象的老年人社会福利事业。该事业在2007年3月结束。

## 各地抵制
韩国
韓國禁止亞洲婦女基金會人員入境。韩国的众多民间团体发起募捐活动，向每位拒絕向亞洲婦女基金會领取赔偿金的慰安妇支付相同数目的金额。
中華民國
1997年5月13日，立法院通過立法委員劉光華等人的提案，請外交部墊款先行發放台籍慰安婦每人新臺幣五十萬元以抵制亞洲婦女基金會，並繼續向日本爭取國家賠償及道歉；外交部將此案送行政院裁決，事經三個月沒有具體結果。1997年7月27日，作家李敖向立法委員李慶華表示決定辦義賣義助台籍慰安婦，李慶華將此事通知長期為台籍慰安婦爭權益的律師王清峰，展開籌備義賣會。李敖認為，台籍慰安婦固然需要錢，但無論是基於個人尊嚴還是國家尊嚴，都不能接受日本提出的解決方式，「用日本民間的錢來私了，這才是二度傷害。」李敖還說，他希望這次義賣會能籌到新臺幣三千萬元，其中四分之三捐給婦女救援基金會分配給台籍慰安婦每人最多新臺幣五十萬元，四分之一則用於出版抗日書籍與每年7月7日供應雞蛋給民眾赴日本交流協會丟雞蛋抗議；但他擔心，台籍慰安婦領了他提供的新臺幣五十萬元以後去向亞洲婦女基金會領取慰撫金，「如果真有人這樣做，我不能阻止她們，但會譴責她們。」
1997年8月10日及8月16日，婦女救援基金會舉行「要尊嚴，不要施捨」記者會，揭穿亞洲婦女基金會所散播之不實訊息「日方將賠償各國慰安婦五百萬日元，其中二百萬日元由國民基金支付、三百萬日元由政府支付」，並發起國內募款活動。
1997年8月31日，李敖與婦女救援基金會在國立國父紀念館合辦「義助慰安婦：李敖百件珍藏義賣會」，由歌星蔡琴、前行政院政務委員馬英九、TVBS新聞主播張雅琴與《商業周刊》發行人金惟純主持，義賣所得與各界捐款總額為新臺幣三千八百多萬元，李敖全數捐出這筆錢作為台籍慰安婦救援基金，希望台籍慰安婦在日本政府正式道歉以前拒絕來自日本民間的補償。韓國慰安婦李容洙首次訪問台灣，聲援本次義賣活動。
2001年3月7日，中華民國駐日本代表羅福全說，中華民國政府要求日本政府向台籍慰安婦正式道歉並給予補償，反對日本政府以成立亞洲婦女基金會來解決慰安婦問題；日本在野三黨曾於2000年10月30日分別提出「促進解決原慰安婦問題」法案，但在審議時間有限及意見分歧下，目前已成廢案；如何透過日本國會議員支持立法解決慰安婦問題，是臺北駐日經濟文化代表處往後努力方向。